# برگتون (ویرجینیا)
برگتون (به انگلیسی: Bergton) یک منطقهٔ مسکونی در ایالات متحده آمریکا است که در شهرستان راکینگهام، ویرجینیا واقع شده‌است. برگتون ۴۳۰ متر بالاتر از سطح دریا واقع شده‌است.